# Johan Christopher Frenckell (1719–1779)
Johan Christopher Frenckell, född 28 juli 1719 i Thörey, Sachsen, död 30 april 1779 i Åbo, var en finländsk boktryckare. Han var far till Johan Christopher Frenckell (1757–1818).
Frenckell inflyttade hösten 1743 från Sachsen till Åbo och blev där faktor hos boktryckaren Jacob Merckell samt 1758 dennes kompanjon. Från 1761 begagnades Frenckells namn såsom firma (sedermera Frenckellska tryckeri Ab) på de från akademiska boktryckeriet utgångna skrifterna.